# همفري مارشال (سياسي أمريكي)
همفري مارشال (بالإنجليزية: Humphrey Marshall)‏ هو دبلوماسي ومحامي وسياسي أمريكي، ولد في 13 يناير 1812 في فرانكفورت في الولايات المتحدة، وتوفي في 28 مارس 1872 في لويفيل في الولايات المتحدة. حزبياً، نشط في حزب اليمين. وقد انتخب سفير وانتخب عضو مجلس النواب الأمريكي.